# Classe Choe Hyon
 (avril 2025).
La classe Choe Hyon (en hangeul 최현급 구축함, en hanja 崔賢級驅逐艦) est une classe de destroyers lance-missiles guidés de la Marine populaire de Corée (KPN).

## Historique
Le navire de tête a été nommé d’après Ch'oe Hyŏn, un général coréen de l'Armée unie anti-japonaise du Nord-Est qui est devenu plus tard ministre de l'Armée populaire de Corée,.
Le premier navire a été dévoilé par l’Armée populaire de Corée le 30 décembre 2024. Il a été lancé à Nampo le 25 avril 2025,.
Lors de lancement du Choe Hyon, Kim Jong-un avait indiqué que trois autres navires du même type allaient être construits. Et de préciser qu’ils seraient baptisés Kim Chaek, An Gil et Kang Kon.
Lors du lancement d'un second bâtiment le 21 mai 2025 à Ch'ŏngjin, « certaines sections du fond du navire de guerre ont été broyées » et cela à « détruit l’équilibre du navire de guerre ». Kim Jong-un assistant au lancement déclare qu'il s'agit d'un « acte criminel » et qu'il doit être réparé d'ici juin 2025.

## Conception
Il s’agit du premier navire de surface de la Marine populaire de Corée à être équipé d’un radar réseau à commande de phase et d’un système de lancement vertical.